# Steven Solomon
Steven Solomon (* 16. Mai 1993 in St Leonards) ist ein australischer Sprinter, der sich auf den 400-Meter-Lauf spezialisiert hat.

## Sportliche Laufbahn
Erste internationale Erfahrungen sammelte Steven Solomon bei den Jugendozeanienmeisterschaften 2010 in Sydney, bei denen er mit der australischen 4-mal-400-Meter-Staffel die Goldmedaille gewann. Mit der Staffel nahm er auch an den Juniorenweltmeisterschaften in Moncton teil, schied dort aber bereits in der Vorrunde aus. Ein Jahr darauf war er Teil der australischen Staffel für die Weltmeisterschaften in Daegu, bei denen sie mit 3:01,56 min im Vorlauf ausschieden. 2012 nahm Solomon erneut an den Juniorenweltmeisterschaften in Barcelona teil und gewann in 45,52 s die Bronzemedaille über 400 Meter. Mit der australischen Staffel belegte er im Finale den vierten Platz. Er qualifizierte sich auch für die Teilnahme an den Olympischen Spielen in London, bei denen er im Einzelbewerb mit 45,14 s im Finale den achten Platz belegte. Mit der australischen Staffel schied er mit 3:03,17 min in der ersten Runde.
2013 nahm er mit der Staffel an den Weltmeisterschaften in Moskau teil und belegte dort im Finale mit 3:02,26 min den siebten Platz. 2014 nahm er über 400 Meter an den Commonwealth Games im schottischen Glasgow teil und konnte dort sein Halbfinalrennen nicht beenden. Drei Jahre später qualifizierte sich Solomon über 400 Meter für die Weltmeisterschaften in London und schied dort mit 46,27 s im Vorlauf aus. Im April 2018 belegte er bei den Commonwealth Games im australischen Gold Coast im Finale über 400 Meter in 45,64 s den siebten Platz. Mit der australischen 4-mal-400-Meter-Staffel wurde er im Vorlauf disqualifiziert. Bei den IAAF World Relays 2019 in Yokohama belegte er in 3:05,59 min den siebten Platz und anschließend siegte er in 46,12 s bei den Ozeanienmeisterschaften in Townsville über 400 m sowie in 3:08,67 min auch in der 4-mal-400-Meter-Staffel. Anschließend schied er bei den Weltmeisterschaften in Doha mit 45,54 s im Halbfinale aus und verpasste mit der Staffel mit 3:05,49 min den Finaleinzug. 2021 nahm er erneut an den Olympischen Spielen in Tokio teil und gelangte dort bis in das Halbfinale, in dem er mit 45,15 s ausschied.
2022 erreichte er bei den Ozeanienmeisterschaften in Mackay das Finale über 400 Meter, trat dort aber nicht mehr an. Anschließend schied er bei den Weltmeisterschaften in Eugene mit 46,87 s in der ersten Runde aus und belegte dann bei den Commonwealth Games in Birmingham mit 46,22 s den siebten Platz.
Solomon wurde 2011 und 2012, 2014, 2016 und 2017 australischer Meister im 400-Meter-Lauf.

## Persönliche Bestzeiten
- 400 Meter: 44,94 s, 1. August 2021 in Tokio
  - 400 Meter (Halle): 45,44 s, 23. Februar 2018 in Clemson (Ozeanienrekord)
  - 500 Meter (Halle): 1:01,44 min, 31. Januar 2014 in State College (Ozeanienrekord)
  - 600 Meter (Halle): 1:17,49 min, 2. Februar 2018 in Ann Arbor (Ozeanienrekord)